# SŽD-Baureihe Дб
Die Lokomotiven der SŽD-Baureihe Дб waren Diesellokomotiven mit der Achsfolge Co’Co’. Sie wurden von 1944 bis 1945 von den Baldwin Locomotive Works in den Vereinigten Staaten gebaut und per Schiff in die Sowjetunion geliefert.

## Geschichte
Diese Baureihe ist eine Serie, die in der Zeit des Zweiten Weltkriegs an die Eisenbahnen der Sowjetunion geliefert wurde.
Gegenüber der Baureihe Да wies sie viele Unterschiede auf. Alle in die Sowjetunion gelieferten 30 Diesellokomotiven erhielten die Nummern 71–100 (USATC:2460–2489) und wurden in den Depots Gudermes und Suchumi eingesetzt.
Hauptmangel dieser Lokomotiven war der unzuverlässige Dieselmotor, der mit Rissen in den Zylinderköpfen auffällig wurde. Deshalb wurden von 1953 bis 1960 schon fünf Diesellokomotiven ausgemustert. Die restlichen Maschinen wurden in den 1960er Jahren aus den Inventarlisten gestrichen.
Zuletzt wurde die Diesellok Дб-20-76 im Winter 1981/1982 noch in einem Institut der Eisenbahn in Moskau genutzt.
Erhalten geblieben sind lediglich einige Einzelteile: So sind bis heute eine Führerkabine, umgebaut zu einem Behälter und ein Rahmen mit Drehgestell als Träger für einen Tankwagen erhalten geblieben.

## Konstruktion
Im Unterschied zur SŽD-Baureihe Да besaß diese Baureihe lediglich einen Führerstand an einem Ende der Lokomotive. Für den Lokführer brachte das eine Verbesserung der Streckensicht, erforderte jedoch eine zusätzliche Wendemöglichkeit an den jeweiligen Endstationen.
Der Hauptrahmen war aus Gussstücken zusammengesetzt, was die Unterbringung von Einrichtungen wie Dieselmotor oder Zug- und Stoßvorrichtung erleichterte. Die Drehgestelle waren ganz aus Stahl hergestellt und mit Monobloc-Radsätzen von 1067 mm (25 Zoll) Durchmesser ausgestattet.